# Martin Körte
Ludwig Martin Körte (* 2. Dezember 1857 in Berlin; † 3. Januar 1929 ebenda) war ein deutscher Porträt- und Landschaftsmaler.

## Leben
Ludwig Martin Körte war eines von zehn Kindern des Arztes Friedrich Körte (1818–1914) und dessen Frau Marie, geb. Thaer (1832–1898), einer Tochter des Arztes Andreas Ernst Thaer (1790–1837) und Enkelin des Agrarwissenschaftlers Albrecht Daniel Thaer. Zu seinen Geschwistern zählten der Archäologe Gustav Körte (1852–1917), der Chirurg Werner Körte (1853–1937), der Architekt Friedrich Körte (1854–1934), der Oberbürgermeister von Königsberg Siegfried Körte (1861–1919) und der Klassische Philologe Alfred Körte (1866–1946).
Ursprünglich vom Vater für den Beruf des Kaufmanns bestimmt, konnte Körte 1885 doch seinem Wunsch nachkommen, Maler zu werden. Ab Oktober 1885 studierte er an der Kunstakademie in München, zunächst in der Naturklasse bei Johann Caspar Herterich. Nach Beendigung des Studiums ging er zurück in die Hauptstadt, wo er erfolgreich als Porträtmaler tätig war. 1891 wurde er Mitglied im Verein Berliner Künstler.
In den 1890er Jahren war er als Lehrer der Porträtklasse an der Zeichen- und Malschule des Vereins der Berliner Künstlerinnen tätig, wo um 1896/97 Paula Becker, später verehelichte Paula Modersohn-Becker seine Schülerin war. Von 1900 bis 1902 und wiederum von 1905 bis 1927 war Körte Lehrer an der Unterrichtsanstalt des Kunstgewerbemuseums Berlin und an der Akademie der Künste, hier als Professor für Anatomie. Körte war um die Jahrhundertwende mit seinen Werken regelmäßig auf den Ausstellungen der Akademie und den Großen Berliner Kunstausstellungen vertreten, neben den vorwiegenden Porträts gehörten auch Landschaftsbilder zu seinem Schaffen.
Martin Körte heiratete 1892 Käthe Gropius (1870–1911), eine Tochter des Architekten Martin Gropius, mit der er drei Kinder hatte: Jula Körte (1894–1945), Peter Körte (1896–1947) und Friedrich Martin Körte (1898–1944). 1897 baute Körte in Ahrenshoop in der Dorfstraße 26 ein Sommerhaus für die Familie, er wurde damit zu einem der Gründer der Ahrenshooper Künstlerkolonie. Ab 1907 war Körte nach Scheidung in zweiter Ehe verheiratet mit Elisabeth Gerberding (1872–1957), mit ihr hatte er zwei Kinder, 1909 geborene Zwillinge. Aus finanziellen Gründen verkaufte er das Haus 1908 an die Berlinerin Martha Wegscheider. Es gehört heute zur „Bunten Stube“. Martin Körte starb 1929 in seiner Heimatstadt.

## Werke (Auswahl)
Große Berliner Kunstausstellungen
- Bildniss des Herrn V. F., 1895
- Damenbildniss, 1897
- Damenbildniss. Pastell, 1898
- Bildnis des Herrn Geheimrat Dr. E., 1900
- Mein Vater, 1908